# Karlstein am Main
Karlstein am Main este o comună aflată în districtul Aschaffenburg, landul Bavaria, Germania.